# Arévalo (kommunhuvudort)
Arévalo är en kommunhuvudort i Spanien. Den ligger i provinsen Provincia de Ávila och regionen Kastilien och Leon, i den centrala delen av landet, 110 km nordväst om huvudstaden Madrid. Arévalo ligger 827 meter över havet och antalet invånare är 7 689.
Terrängen runt Arévalo är platt. Runt Arévalo är det glesbefolkat, med 9 invånare per kvadratkilometer. Arévalo är det största samhället i trakten. Trakten runt Arévalo består till största delen av jordbruksmark.